# Michalcza
Michalcza (niem. Michelsdorf) – wieś w Polsce położona w województwie wielkopolskim, w powiecie gnieźnieńskim, w gminie Kłecko.
Wieś wzmiankowana po raz pierwszy w 1580 roku. Stanowiła własność Bylinów - Szreniewiczów. W latach 80. XIX w. Michalcza liczyła 100 mieszkańców. W latach 1975–1998 miejscowość administracyjnie należała do województwa poznańskiego.